# Twarda Góra (stacja kolejowa)
Twarda Góra – stacja kolejowa w Twardej Górze, w województwie kujawsko pomorskim, w Polsce. Według klasyfikacji PKP ma kategorię dworca lokalnego. Znajduje się na linii 131.

## Ruch pasażerski
| Rok  | Wymiana pasażerska na dobę |
| ---- | -------------------------- |
| 2017 | 150-199                    |
| 2022 | 50-99                      |